# Apostelgymnasium
Das Apostelgymnasium ist ein Gymnasium im Kölner Stadtteil Lindenthal. Die Schule sieht sich in der Tradition des humanistischen, altsprachlichen Gymnasiums, als das es seinerzeit gegründet wurde.

## Geschichte

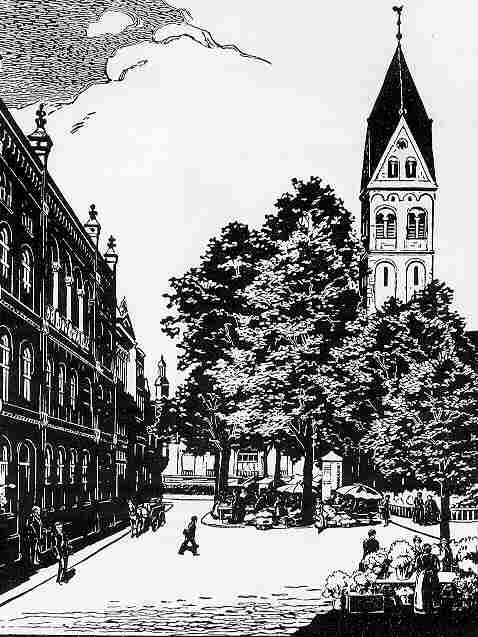
Das alte Apostelgymnasium vor 1939

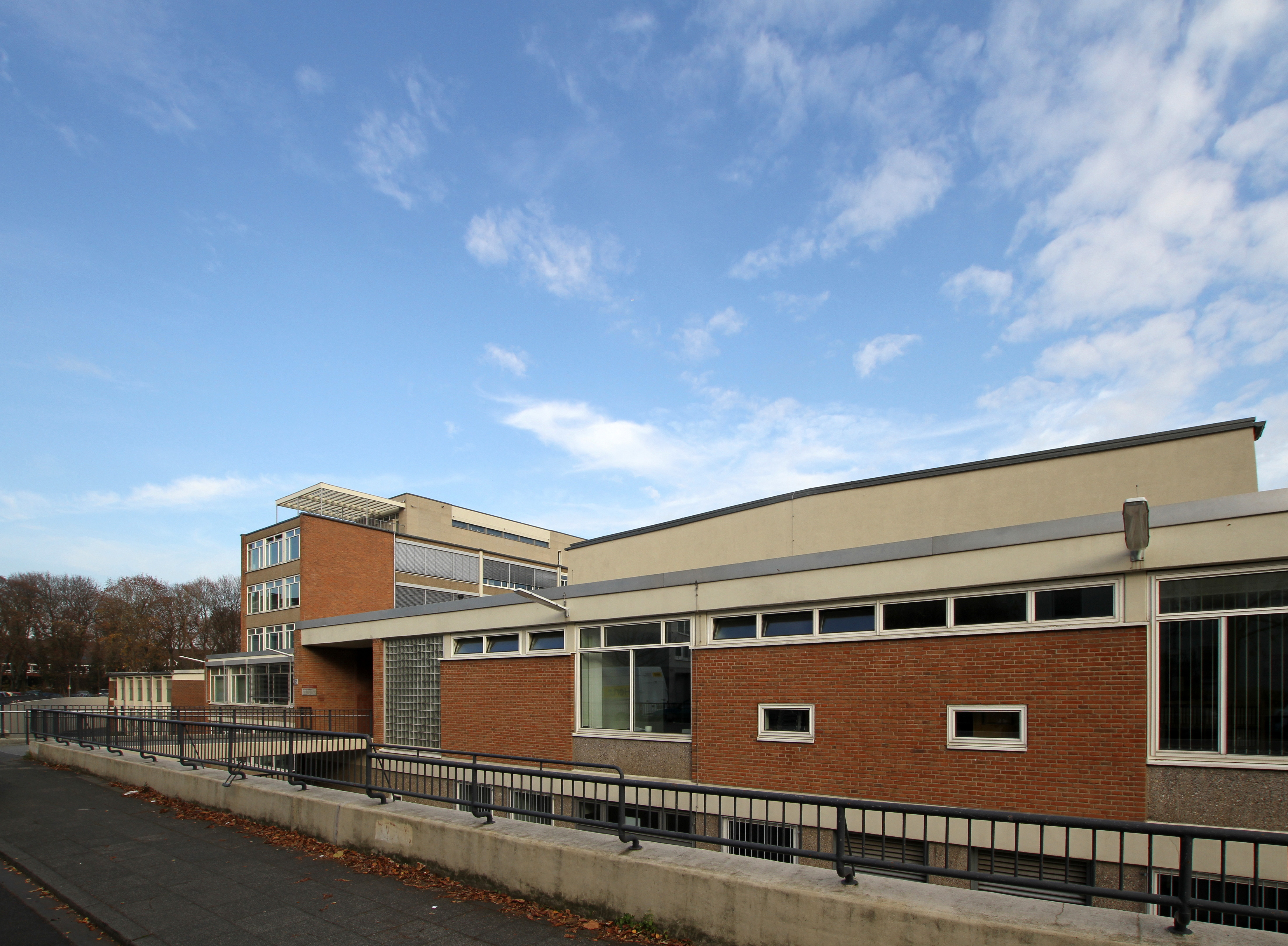
Apostelgymnasium, ältere Gebäudeteile mit dem Eingang Biggestraße

Die Ursprünge der Schule liegen in der Kölner Altstadt, an der Straße Apostelnkloster neben der romanischen Kirche St. Aposteln, an der Stelle, an der heute Die Brücke – das Domizil des Kölnischen Kunstvereins – steht. Dort wurde am 9. Oktober 1860 das „Katholische Gymnasium an der Apostelkirche“ als drittes Kölner Gymnasium der Neuzeit gegründet. Der Neubau war nach einem Entwurf des Kölner Stadtbaumeisters Julius Carl Raschdorff ausgeführt worden. Es wurde weitgehend unterhalten vom Kölner Gymnasial- und Stiftungsfonds, der das Erbe der Kölner Jesuiten und ihrer Schule verwaltet. Erster Direktor war Gymnasialprofessor Heinrich Bigge (1860–1882). Nach ihm wurde die Biggestraße benannt, an der heute die Schule liegt. Auch der nahe Karl-Schwering-Platz ist nach einem Direktor der Schule, Karl Schwering benannt.
Im Jahr 1876 erhielt die Schule den Namen „Königlich Katholisches Gymnasium an der Apostelkirche“; 1918, nach dem Ende des Kaiserreiches, wurde dann das Wort Königlich durch Staatlich ersetzt. Bis 1933 besuchten eine Reihe von jüdischen Schülern das katholische Gymnasium. Der letzte war Herbert Baum, der Sohn des jüdischen Religionslehrers am APG, der 1935 das Gymnasium mit Mittlerer Reife verlassen musste und dann auswanderte. 1933 waren noch vier jüdische Schüler an der Schule, darunter Bruno Benjamin Scheftelowitz, der noch im selben Jahr mit seinen Eltern auswanderte.
1939 wurde das auch St. Aposteln genannte Gymnasium offiziell wegen eines Straßendurchbruchs für den Bau der heutigen Hahnenstraße aufgelöst und abgerissen. Im selben Jahr hob die preußische Regierung auch weitere Schulen mit der Begründung auf, es gäbe zu viele Gymnasien in Köln. Die oberen Klassen kamen ins Schillergymnasium nach Ehrenfeld, die unteren wurden aufgeteilt. Anlässlich des 125-jährigen Schuljubiläums 1985 gaben drei Lehrer ein Buch heraus, in dem die Geschichte der Schule in der Zeit des Nationalsozialismus nach den Schulakten aufgearbeitet wurde.
Direkt nach dem Zweiten Weltkrieg wurde die Schule wiederbegründet. Zuerst noch unter dem Namen „Staatliches Apostelgymnasium, vereinigt mit dem ehemaligen Kaiser-Wilhelm-Gymnasium und dem ehemaligen Schillergymnasium“. Ab November zog sie ins Gebäude der ehemaligen Strohhutfabrik Silberberg & Mayer in der Lotharstraße in Köln-Sülz, das dem Gymnasialfonds gehörte und in dem seit 1928 das Hildegard-von-Bingen-Gymnasium untergebracht war. In dem stark zerstörten und wenig geeigneten Haus begann ein provisorischer Unterricht zunächst im Wechsel mit der Hildegardisschule. Sie erhielt durch diese Lage (eigentlich schon seit 1939) den Charakter einer Stadtbezirksschule. Der katholische Charakter der Schule blieb bestehen.
Etwa ein Drittel der Schüler – vor allem auch die aus dem nahen Umland – war evangelisch, Nicht-Christen spielten nach dem Krieg noch so gut wie keine Rolle. Die wenigen evangelischen Lehrer für die Erteilung des evangelischen Religionsunterrichts hatten ihre Planstelle an anderen Kölner Schulen. Nach einem Erlass vom 17. Januar 1946 hieß die Schule „Staatliches Apostelgymnasium“. Ein Zug mit neuen Sprachen wurde eingeführt, insbesondere mit Französisch statt Altgriechisch als dritter Fremdsprache.
Im April 1949 fanden erste Gespräche über einen Neubau statt. 1959 erfolgte die Grundsteinlegung im Grünzug zwischen den beiden Kölner Grüngürteln am Lindenthaler Kanal. 1961, kurz nach der Hundertjahrfeier noch unter Direktor Otto Leggewie erfolgte der feierliche Einzug in die von Walther Ruoff gebauten und heute denkmalgeschützten Gebäude. Seit 1972 wird die Schule koedukativ geführt. 1973 kam die Schule wie überall in Nordrhein-Westfalen in städtische Trägerschaft und hieß seitdem „Städtisches Apostelgymnasium“, heute offiziell nur noch „Apostelgymnasium“. Zu Beginn des neuen Jahrtausends wurden die Baulichkeiten durch mehrere Neubauten erweitert. 2010 wurde im Oktober im Rahmen einer Festwoche das 150-jährige Bestehen der Schule gefeiert.

## Schulprofil

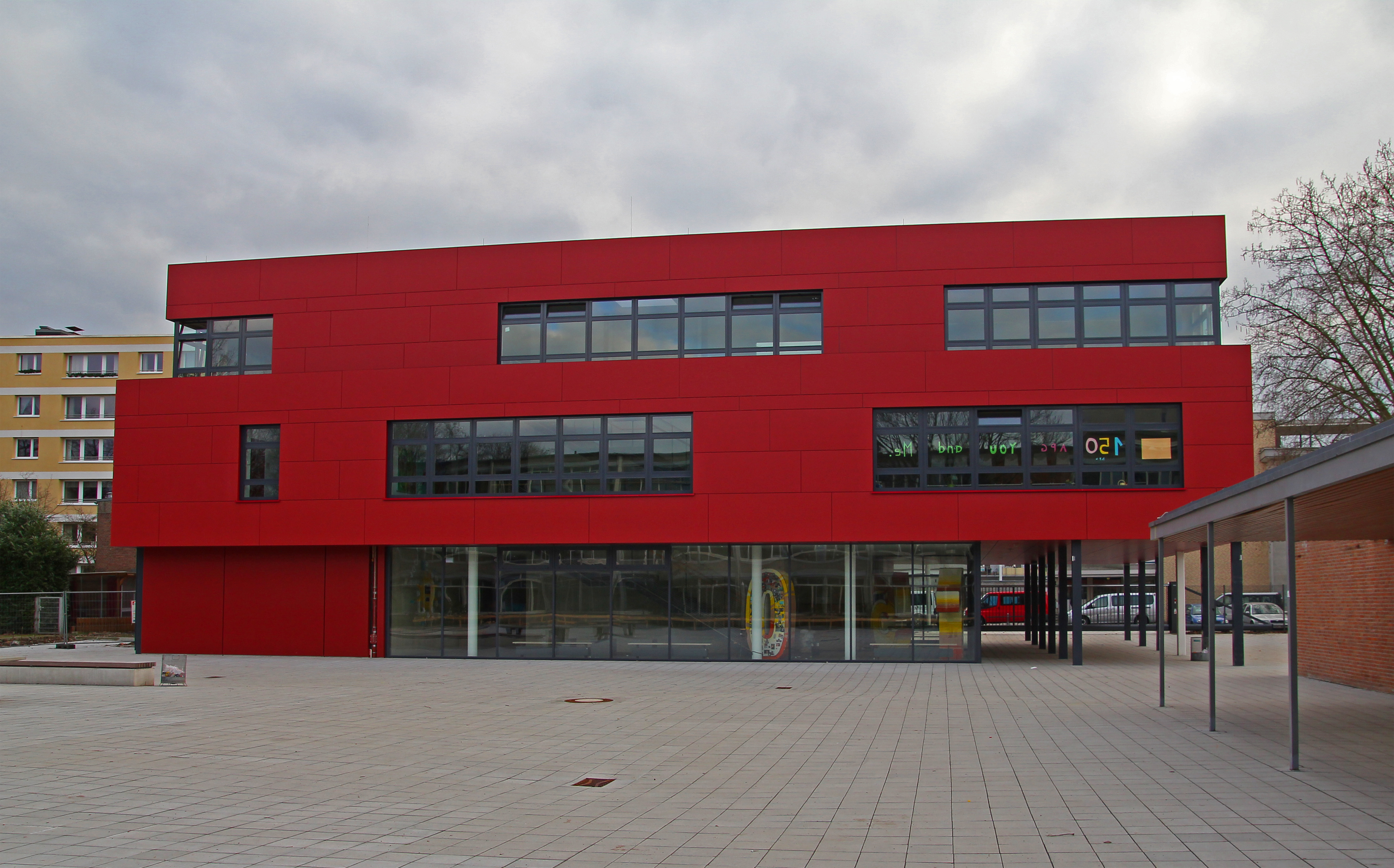
Apostelgymnasium, Neubau mit Fachräumen

Die Schule sieht ihren Schwerpunkt in der Förderung der alten und der modernen Sprachen. Aufgrund der humanistischen Tradition der Schule wird Altgriechisch als dritte Fremdsprache ab Klasse 8 auch für Schüler anderer Schulen angeboten. Die zweite verpflichtende Fremdsprache Latein oder Französisch kann ab Klasse 6 begonnen werden. Für Chinesisch wird bei Interesse ab Klasse 7 eine Arbeitsgemeinschaft angeboten. Ab Klasse 8 kann im Rahmen der jetzt bereits einsetzenden Unterrichtsdifferenzierung an modernen Sprachen Spanisch und für „Altsprachler“ Französisch als Fach gewählt werden. Selbst in der Oberstufe kann man zusätzlich noch mit Spanisch beginnen. Das Fach Technik erschließt in der Oberstufe ingenieurwissenschaftliche Studien- und Berufsfelder. Auch Hebräisch kann man im Schulverbund lernen.
Daneben soll die musische und sportliche Ausbildung nicht zu kurz kommen. Ab der Mittelstufe gibt es eine Theater-Arbeitsgemeinschaft. Für Sport bestehen Kooperationen mit der Kölner Sporthochschule und Kölner Sportvereinen. Der ehemalige katholische Charakter der Schule wird so fortgeführt, dass die Schüler, die nicht am katholischen oder evangelischen Religionsunterricht teilnehmen, Unterweisung im Fach Praktische Philosophie erhalten. Darüber hinaus bestehen besondere Förderangebote für besonders begabte oder förderungsbedürftige Schüler. Im Rahmen der Inklusiven Pädagogik werden Schüler mit Förderbedarf Hören und Kommunikation besonders betreut und gefördert.
Auf dem Schulhof befindet sich eine Sonnenuhr, deren Anzeigefeld den nördlichen Teil des Schulhofs abdeckt. Es handelt sich um die drittgrößte ihrer Art in Deutschland. Bundesweit ist sie die einzige Schulsonnenuhr mit entsprechenden pädagogischen Möglichkeiten für den naturwissenschaftlichen Unterricht. Sie wurde für das Schuljubiläum 2010 geplant und ist in den Folgejahren realisiert worden.

## Förderverein
Im Jahr des 100-jährigen Bestehens konnte sich neben und verbunden mit dem Ehemaligenverein ein Förderverein konstituieren. Auch heute noch begleitet der Verein der Freunde und Förderer des Apostelgymnasiums die Entwicklung der Schule.

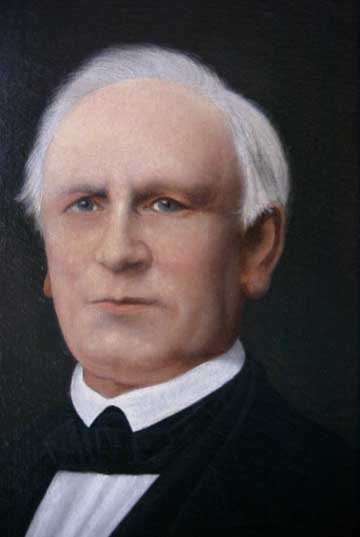
Heinrich Bigge

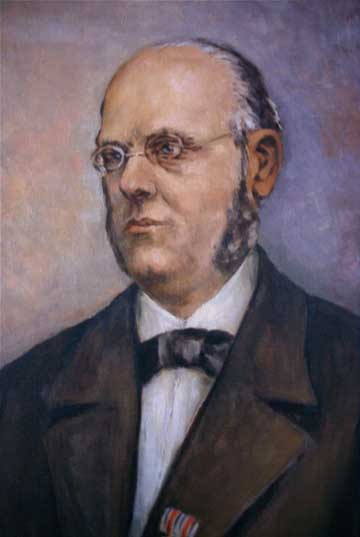
August Waldeyer

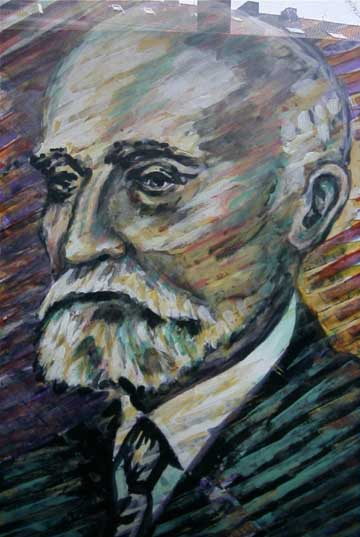
Karl Schwering

## Schulleiter
- Heinrich Bigge, 1860–1882
- August Waldeyer, 1883–1901
- Karl Schwering, 1901–1921
- Karl Giesen, 1921–1928
- August Altmeyer, 1929–1933
- Heinrich Deckelmann, 1934–1939
- Werner Ohlendorf, 1945–1951
- Otto Leggewie, 1951–1961
- Hubert Lenzen, 1961–1973
- Hans Olbertz, 1973–1995
- Klaus Peter Schwarz, 1996–2000
- Klaus Zimmermann, 2000–2015
- Klaus Trier, 2015–2018
- Marco Lohmann, 2018–heute

## Bekannte Schüler (Auswahl)
- Hermann Cardauns (1847–1925), katholischer Historiker, Schriftsteller und Journalist
- Romanus Braubach (1851–1904), Jurist und Mitglied des Deutschen Reichstags
- Max Wallraf (1859–1941), Oberbürgermeister von Köln, Präsident des Reichstags der Weimarer Republik[8]
- Fritz von Langen (1860–1929), Unternehmer und Gutsbesitzer
- Max Freiherr von Oppenheim (1860–1946), Diplomat, Orientalist und Archäologe in Vorderasien.
- Wilhelm Momm (1865–1935), Regierungspräsident in Trier, Wiesbaden und Potsdam
- Bernhard Falk (1867–1944), jüdischer Rechtsanwalt und Politiker der DDP
- Konrad Adenauer (1876–1967), Oberbürgermeister von Köln und erster Bundeskanzler der Bundesrepublik Deutschland
- Marcus Krüsmann (1879–1964), Jurist; bis zur Machtergreifung der Nationalsozialisten Bürgermeister der Stadt Limburg an der Lahn
- Jakob Bremer (1881–1963), Theologe, Gymnasiallehrer, Geschichts- und Heimatforscher
- Leo Schwering (1883–1971), Historiker, Philologe, Lehrer und Politiker (Landtagsabgeordneter und Mitbegründer der CDU)
- Heinz Heimsoeth (1886–1975), Philosoph, Professor für Philosophie
- Rudolf Amelunxen (1888–1969), erster Ministerpräsident von Nordrhein-Westfalen
- David Carlebach (1899–1951), Rabbiner und Pädagoge
- Konrad Adenauer, (1906–1993), Jurist und Stiftungsfunktionär, Sohn von Konrad Adenauer
- Alexander Altmann (1906–1987), Rabbiner, Philosoph und Judaist, Professor für jüdische Philosophie und Ideengeschichte
- Wilhelm Kleinsorge SJ (1906–1977), deutscher Jesuit, Überlebender des Atombombenabwurfs auf Hiroshima
- Brian B. Shefton (1919–2012), ursprünglich Bruno Benjamin Scheftelowitz, Klassischer Archäologe, Professor für Griechische Archäologie
- Gottfried Böhm (1920–2021), Architekt und Bildhauer, Professor für Werklehre und Stadtbereichsplanung
- Elmar Hillebrand (1925–2016), Bildhauer, außerordentlicher Professor für Plastik
- Peter Harf (* 1947), deutscher Geschäftsmann, Ökonom und Managing Partner der JAB Holding
- Claus Leggewie (* 1950), Politikwissenschaftler und Publizist
- Jürgen Rüttgers (* 1951), Ministerpräsident des Landes Nordrhein-Westfalen
- Franz Josef Burghardt (* 1952), Wissenschaftstheoretiker und Sozialhistoriker
- Paul Bauwens-Adenauer (* 1953), Bauunternehmer und Architekt, Präsident der Industrie- und Handelskammer zu Köln
- Karl-Heinz Berzdorf (* 1953), Abtpräses der Beuroner Kongregation.
- Ulrich Heinen (* 1960), Kunsthistoriker, Professor für Gestaltungstechnik und Kunstgeschichte
- Friedrich Höricke (* 1963), Pianist
- Peter von Möllendorff, geborener Sabaß-Eichhoff (* 1963), Klassischer Philologe, Professor für Klassische Philologie/Griechische Philologie
- Daniel Schwerd (* 1966), Politiker und Mitglied des Landtags von Nordrhein-Westfalen
- Andreas Schachner (* 1967), Archäologe, Leiter der Ausgrabungen des Deutschen Archäologischen Instituts in der UNESCO-Weltkulturerbestätte Bogazköy-Hattuscha, Türkei, außerplanmäßiger Professor für vorderasiatische Archäologie
- Marcus Dekiert (* 1970 in Bergisch Gladbach), Kunsthistoriker, ehemaliger Leiter der Alten Pinakothek in München, seit 2013 Direktor des Wallraf-Richartz-Museum & Fondation Corboud Köln
- Christoph Röckerath (* 1973), Journalist
- Sebastian Moll (* 1980), evangelischer Theologe und Autor
- Britta Heidemann (* 1982), Olympiasiegerin im Fechten
- Kai Hospelt (* 1985), Eishockeyspieler
- Philipp Schwethelm (* 1989), Basketballspieler
- Tibor Pleiß (* 1989), Basketballspieler
- Moritz Trompertz (* 1995), Hockey-Nationalspieler